# Luis Bonilla
Luis Bonilla (Colombia; 19 de septiembre de 1997) es un futbolista colombiano. Juega de centrocampista y actualmente milita en el Saltillo Fútbol Club de la Segunda División de México.

## Clubes
| Club             | País     | Año             | Partidos | Goles |
| ---------------- | -------- | --------------- | -------- | ----- |
| Tigres UANL      | México   | 2017 - 2018     | 1        | 0     |
| Patriotas Boyacá | Colombia | 2018            | 11       | 0     |
| Atlético Reynosa | México   | 2019 - Presente | 0        | 0     |

Atlético Saltillo ]]-presente
2019 15

## Palmarés

### Campeonatos nacionales
| Título  | Club        | País   | Año  |
| ------- | ----------- | ------ | ---- |
| Liga MX | Tigres UANL | México | 2017 |